# Casa eparhială din Chișinău
Casa eparhială din Chișinău (numită și Casa lui Serafim, Palatul Mitropoliei, Casa Armatei Roșii) a fost o clădire din Chișinău existentă pe parcursul anilor 1911–1947. De-a lungul anilor existenței acesteia, clădirea a fost sediul Mitropoliei și Eparhiei Basarabiei țariste, precum și sediu pentru numeroase magazine din centrul orașului. Clădirea a fost aruncată în aer la începutul primului război mondial de trupele sovietice aflate în retragere, după finisarea războiului nu a mai fost restabilită și a fost demolată în 1947.

## Istoric
Ridicarea noii clădiri a Eparhiei de Chișinău a fost inițiată de Arhiepiscopul de atunci al orașului – Serafim Ciciagov. Temelia casei a fost pusă la 26 august 1910. Lucrările de construcție au fost efectuate în timp rapid astfel încât la 18 decembrie 1911 edificiul a fost sfințit cu o mare solemnitate, cu participarea multor preoți veniți din ținuturile guberniei. La acea vreme era una dintre cele mai mari clădiri din Chișinău, primul etaj se dădea în arendă, acolo fiind amplasate diferite magazine și servicii, exista o sală spațioasă de concerte, iar restul era ocupat de diferite departamente ale eparhiei (muzeul bisericii, tutela, biblioteca, școala psalmiștilor și altele.).
În 1917 în timpul războiului civil rus, în sala acestei case, și-a ținut lucrările Congresul I al Militarilor. În perioada interbelică clădirea a executat aceleași funcții ca și în perioada țaristă.
În 1940, după ocuparea Basarabiei, clădirea a trecut în jurisdicția Armatei Roșii și a început să fie numită „Casa Armatei Roșii”. A fost aruncată în aer prin minare în iulie 1941 de către trupele sovietice care l-a retragere, au minat și incendiat instituțiile administrative din oraș. Clădirea nu a mai fost reconstruită pe tot parcursul războiului și în aceeași formă a ajuns în 1944. Cu toate că pagubele aduse clădirii nu au fost catastrofale, fiind posibilă reconstrucția acesteia, autoritățile sovietice aveau alte planuri pentru acest loc chiar în centrul orașului, având nevoie de o zonă întinsă pentru demonstrații și mitinguri. Prin urmare, deja în 1947, Casa eparhială a fost demolată. În prezent pe locul fostului edificiu se află Piața Marii Adunări Naționale, în apropierea străzii Aleksandr Pușkin.